# Миколаївська сільська рада (Добровеличківський район)
| Миколаївська сільська рада — колишній орган місцевого самоврядування у Добровеличківському районі Кіровоградської області з адміністративним центром у с. Миколаївка. 05.02.1965 Указом Президії Верховної Ради Української РСР передано Миколаївську сільраду Новоукраїнського району до складу Добровеличківського району. Сільській раді підпорядковані населені пункти: - с. Миколаївка - с. Новопетрівка |

## Склад ради
Рада складалася з 12 депутатів та голови.

### Керівний склад ради
| ПІБ                        | Основні відомості                                                                                     | Дата обрання | Дата звільнення |
| -------------------------- | --- | ------------ | --------------- |
| Редька Сергій Анатолійович | Сільський голова, 1967 року народження, освіта, член Соціал-демократичної партії України (об'єднаної) | 26.03.2006   | 31.10.2010      |
| Редька Сергій Анатолійович | Сільський голова, 1967 року народження, освіта вища, безпартійний                                     | 31.10.2010   |                 |

Примітка: таблиця складена за даними джерела

## Населення
Згідно з переписом УРСР 1989 року чисельність наявного населення села становила 569 осіб, з яких 256 чоловіків та 313 жінок.
За переписом населення України 2001 року в селі мешкало 528 осіб.

### Мова
Розподіл населення за рідною мовою за даними перепису 2001 року:
| Мова       | Відсоток |
| ---------- | -------- |
| українська | 95,83 %  |
| молдовська | 2,08 %   |
| російська  | 2,08 %   |